# Эсперанс (футбольный клуб, Тунис)
«Эсперанс» (араб. الترجي الرياضي التونسي‎, фр. Espérance sportive de Tunis) — тунисский футбольный клуб из города Тунис. Выступает в Лиге 1 Туниса. Основан 15 января 1919 года. Домашние матчи проводит на стадионе «Эль-Менза», вмещающем 45 000 зрителей, а также на стадионе «Радес» вместительностью в 65 000.

## Достижения

### Местные
- Чемпион Туниса — 32 (1941/42, 1958/59, 1959/60, 1969/70, 1974/75, 1975/76, 1981/82, 1984/85, 1987/88, 1988/89, 1990/91, 1992/93, 1993/94, 1997/98, 1998/99, 1999/00, 2000/01, 2001/02, 2002/03, 2003/04, 2005/06, 2008/09, 2009/10, 2010/11, 2011/12, 2013/14, 2016/17, 2017/18, 2018/19, 2019/20, 2020/21, 2021/22)
- Обладатель Кубка Туниса — 15 (1939, 1957, 1964, 1979, 1980, 1986, 1989, 1991, 1997, 1999, 2006, 2007, 2008, 2011, 2016)
- Обладатель Суперкубка Туниса — 6 (1960, 1993, 2001, 2019, 2020, 2021)

### Международные
- Африканский Кубок Чемпионов/Лига чемпионов КАФ
  - Победитель: 1994, 2011, 2018, 2018/2019.
  - Финалист Лиги чемпионов КАФ: 1999, 2000, 2010

- Кубок обладателей Кубков КАФ
  - Победитель: 1998
  - Финалист: 1987

- Кубок КАФ
  - Победитель: 1997

- Суперкубок КАФ
  - Победитель: 1995
  - Финалист: 1999

- Арабский Кубок Чемпионов
  - Победитель: 1993, 2008/09
  - Финалист: 1986, 1995